# Апер Екситер (Пенсилванија)
Апер Екситер (енгл. Upper Exeter) насељено је место без административног статуса у америчкој савезној држави Пенсилванија.

## Демографија
По попису из 2010. године број становника је 707.
| Група             | 2000.    | 2010.       |
| Белци             | 0 (0,0%) | 697 (98,6%) |
| Афроамериканци    | 0 (0,0%) | 2 (0,3%)    |
| Азијати           | 0 (0,0%) | 0 (0,0%)    |
| Хиспаноамериканци | 0 (0,0%) | 7 (1,0%)    |
| Укупно            | 0        | 707         |